# Aimee-Jane Anderson O’Connor
Aimee-Jane Anderson O’Connor (* 1996 in Kirikiriroa/Hamilton, Neuseeland) ist eine vielfach ausgezeichnete neuseeländische Dichterin und Kulturwissenschaftlerin.

## Lebenslauf, akademische Karriere
Anderson O’Connor besuchte verschiedene Grundschulen in der Waikato und Hawkes Bay Region, anschließend das Sacred Heart College in Napier. 2017 erwarb sie einen Bachelor of Arts an der University of Waikato in Kirikirroa/Hamilton. 2018 folgte der Master of Arts an derselben Hochschule, und schließlich 2022 ein Doktorat über englische Literatur mit einem Praxisanteil im Bereich Kreatives Schreiben. Während ihrer Studienzeit gewann sie verschiedene akademische Preise, darunter den Elizabeth Bisley Memorial Preis. Während des Studiums erhielt Anderson O’Connor Lehraufträge im Bereich Englische Literatur und Kreatives Schreiben und arbeitete als Editorin, u. a. für die Literaturzeitschrift Mayhem.
Anderson O’Connor hat als alleinige Autorin und als Co-Autorin, u. a. mit Kirstine Moffat und David Simes, zahlreiche wissenschaftliche Veröffentlichung publiziert. Ihre Forschungsinteressen liegen in den Bereichen Gender Studies, Klimawandel und dekoloniale Geschichtsrevision, der Geschichte Aotearoas/Neuseelands und der globalen Geschichte, dem kreativen Schreiben, englischer Literatur und Feminismus. Durch ihr māorisches Whānau ist sie auch an Mātaurangi Māori interessiert, insbesondere den Lebens- und Entwicklungsperspektiven von Rangatahi (Kindern und Jugendlichen). Die auch alltagstaugliche und lebenspraktische sozial-ökologische Dimension von Kreativität und Kunst beschäftigt sie in ihrem Werk und vielen ihrer theoretischen Arbeiten.
Seit 2022 ist Anderson O’Connor bei Creative Waikato, einer gemeinnützigen Kunstorganisation, im Sektor Kreative Entwicklungsstrategien und Forschung tätig. Creative Waikato fördert die Entwicklung von Kompetenz und Vernetzung im Kunst- und Kulturbereich der Waikato-Region.

## Als Autorin
Viele von Anderson O’Connors lyrischen Gedichten gehen von Alltagsbeobachtungen und Selbstwahrnehmungen aus, die in ihren gesellschaftlichen und (diskurs-)geschichtlichen Bezügen kontextualisiert werden und oft auch auf weitere, metaphysische und spirituelle, Dimensionen hinterfragt oder durchsichtig werden. Die Texte sind geprägt durch sprachliche Genauigkeit, ein hohes Maß an Selbstreflexion und sehr häufig durch schöne kunstvolle Vergleiche und Metaphern. Nicht selten sind sie auch Inter-Texte, die mit u. a. māorischen und biblischen Diskursen in Dialogen stehen.
Ihre Arbeiten wurden in einer Reihe von Literaturzeitschriften veröffentlicht, darunter Brief, Starling , Mayhem, Poetry New Zealand, Landfall, Mimicry, Minarets und Flash Frontier. Ihre Gedichte und kunstvolle Prosa erschien zudem in Anthologien, u. a. in No Other Place to Stand und Up Flynn Road.
2017 war Anderson O’Connor Mitgewinner des Monash Preises für Nachwuchsautoren und wurde 2018 mit dem Charles Brasch Young Writers’ Essay Preis ausgezeichnet. 2018 Best Poem Preis von The Spinoff, von dem sie auch eine Writer in Residency Stelle erhielt. 2021 wurde ihre Lyrik im New Zealand Poetry Yearbook (Jahrbuch) in einem Sonderteil porträtiert, 2022 auch beim Kunstfestival Welcome to Nowhere. Im März 2024 wurde sie mit dem Literaturpreis Waikato Pegasus ausgezeichnet.
Anderson O’Connor ist u. a. Mitglied in den Autorengruppen Liv.id/Pukuriri und Ampersand. Zusammenarbeit und künstlerischer Austausch verbindet sie mit anderen zeitgenössischen Künstlern Aotearoas wie essa may ranapiri, Imé Corkery und Tracey Slaughter.

## Veröffentlichungen (Auswahl)
- Moffat, Kirstine, David Simes and Aimee-Jane Anderson-O'Connor, 'Aotearoa New Zealand', The Journal of Commonwealth Literature, 58.4 (Sage, 2023) (en)
- A. Anderson-O’Connor: Honey Wine, in Visible Cities-Lockdown to Liberation, Stress to Sustainability, hrsg. v. Marco Sonzogni (Cuba Press, 2023), ISBN 978-1-988595-74-0 (en).
- A. Anderson-O’Connor, Eliana Grey: Case Notes, in Landfall 246, hrsg. v. Lynley Edmeades (2023), ISBN 978-1-990048-64-7 (en)
- A. Anderson-O’Connor: Gorse in Poetry Aotearoa, hrsg. v. Tracey Slaughter (Massey University Press, 2023), ISBN 978-1-991016-35-5 (en).
- A. Anderson-O’Connor: Reviews: Oscar Upperton, Tim Grgec, Elizabeth Morton in Poetry Aotearoa, hrsg. v. Tracey Slaughter (2023), ISBN 978-1-991016-35-5 (en).
- Kirstine Moffat, Simes David und Aimee-Jane Anderson-O'Connor: Aotearoa New Zealand, The Journal of Commonwealth Literature, 57.4 (Sage, 2022) (en)
- A. Anderson-O’Connor: My ex-boyfriend was a doomsday prepper in No Other Place to Stand hrsg. v. Jordan Hamel, Rebecca Hawkes, Erik Kennedy und Essa Ranapiri (Massey University Press, 2022), ISBN 978-1-86940-955-5 (en)
- Anderson-O’Connor, A, ‘Kōtare’, in Poetry Aotearoa, hrsg. v. Tracey Slaughter (Massey University Press, 2022) (en)
- Anderson-O’Connor, A, ‘Silverdale Road’, in Up Flynn Road, hrsg. v. Norman Franke (Orplid Press, 2021) (en)
- Anderson-O’Connor, A, ‘Amber’ and ‘Carbon Dating’ in Stasis, hrsg. v. Sinead Overbye and Jordan Hamel (2021)
- Anderson-O’Connor, A, ‘Laundromat’ and ‘Diagnostics’ in Starling (2021)